# 熊掌
熊掌又名熊蹯，是中国珍贵的传统食材，八珍之一。
传统上熊掌多产于中国东北的长白山区，特别是吉林东部。以黑熊、棕熊脚掌为多，为名贵的大补食品。
熊掌平淡無味，但脂肪多口感佳，需要大量醬料調味方能顯其美味。

## 歷史
中国很早就开始食用熊掌，并视之极为珍贵。《孟子》曰：“鱼，我所欲也；熊掌，亦我所欲也，二者不可得兼，舍鱼而取熊掌者也。”楚成王好食熊掌，臨死之前不忘食之，“俟其熟而食之，雖死不恨！”太子商臣怕楚成王借機搬救兵就說：「熊掌難熟。」硬是將楚成王逼死。
枚乘《七發》：“熊蹯之臑，勺藥之醬。”曹植有《名都篇》：“膾鲤臇胎鰕，寒鳖炙熊蹯。”南宋陆游有《东窗偶书》诗之二：“万事何曾有速淹，熊蹯鱼腹自难兼。”清代赵翼有《食田鸡戏作》诗：“由来雋味在翘肖，何用猩唇貛炙熊蹯胹。” 
熊类在中國被列为国家保护的野生动物，近年来食用熊掌在中国已逐漸消失，熊掌的烹饪方法也基本失传，但捕杀熊类、走私熊掌现象仍然较为严重。